# Kouamé Lougué
Kouamé Lougué est un général burkinabè, ancien ministre de la défense du Burkina Faso.

## Biographie
Kouamé Lougué suit une partie de ses études au Prytanée militaire de Kadiogo.
En 1999, le Colonel Lougué devient Chef d’état major général des armées.
Il est nommé ministre de la Défense du gouvernement Yonli en 2002, et reste à ce poste jusqu'en 2003 où il est limogé par le président de la République,. 
Lors du soulèvement populaire de 2014, son nom est scandé par des manifestants. Il oppose un démenti aux affirmations selon lesquelles il aurait participé aux manifestations.